# Hercule (série télévisée d'animation)
Pour les articles homonymes, voir Hercule (homonymie).
Hercule (Hercules ou Hercules: The Animated Series) est une série télévisée d'animation américaine des studios Disney en 65 épisodes de 22 minutes dont 52 épisodes ont été diffusés entre le 31 août 1998 et le 1er mars 1999 en syndication et treize épisodes du 12 septembre 1998 au 16 janvier 1999 sur le réseau ABC.
En France, la série a été diffusée sur Disney Channel le 6 décembre 1998 puis sur M6 dans l'émission Disney Kid entre le 31 août 2000 et le 9 janvier 2002. Elle a été rediffusée en 2008 sur Disney Cinemagic. Au Québec, elle a été diffusée à partir du 11 septembre 1999 à Radio-Canada.

## Synopsis
La série est le spin-off télévisé du film Hercule (1997) issu de la mythologie grecque, il suit le film sorti en vidéo intitulé Hercule, Zero to Hero qui est en fait le pilote de la série animée. Bizarrement, l'opus ne sortira jamais en France et ne sera même pas doublé en français.
Cette série dépeint la vie d'Hercule lorsqu'il était adolescent, à l'instar des séries télévisées comme La Petite Sirène ou d'Aladdin.
Elle suit Hercule adolescent intégrer l'école Prométhée, s'entraînant pour devenir un héros, en compagnie de son meilleur ami Icare, de Cassandre et de son professeur Philoctète ("Phil"). Il affronte son oncle diabolique Hadès et subit la pression de son rival, le prince Adonis.

## Distribution

### Voix originales
- Tate Donovan : Hercule

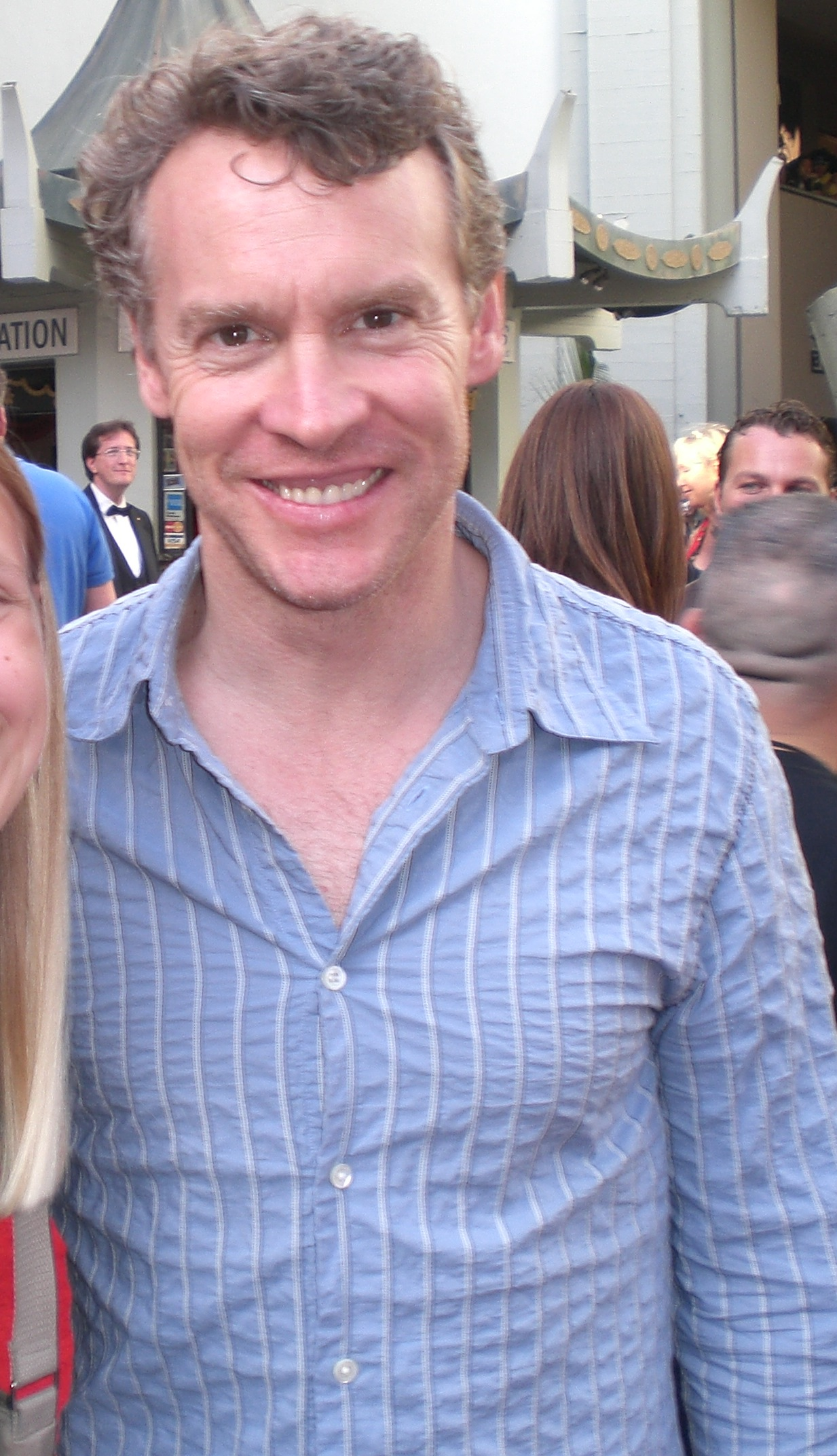
Tate Donovan qui prête sa voix à Hercule

- Robert Costanzo : Philoctète ("Phil")
- Frank Welker : Pégase
- French Stewart : Icare
- Sandra Bernhard : Cassandre
- James Woods : Hadès
- Corey Burton : Zeus
- Bobcat Goldthwait : Peine
- Matt Frewer : Panique
- Jodi Benson : Hélène de Troie
- Alan Menken : Éther
- Scott Weinger : Aladdin
- Jonathan Freeman : Jafar
- Linda Larkin : Jasmine
- Jennifer Aniston : Galatea
- Miguel Ferrer : Antaeus

Source voix originales

### Voix françaises
- Emmanuel Garijo : Hercule
- Emmanuel Dahl : Hercule (chant)
- Guy Chapellier : Hadès, Bernard le narrateur
- Bernard Alane : Bernard (chant)
- Benoît Allemane : Zeus
- Richard Darbois : Zeus (chant)
- Sylvain Lemarié : Héphaïstos
- Gérard Surugue : Philoctète (Phil)
- Patrice Dozier : Hermès, le messager des dieux et Hermod, le messager des dieux Nordiques
- Hervé Rey : Icare
- Céline Monsarrat : Cassandre
- Éric Métayer : Peine et Panique, Clion
- Jean-Christophe Parquier : Adonis
- Claire Guyot : Hélène de Troie
- Vanina Pradier : Tempête
- Marie-Christine Darah : Hécate
- Ninou Fratellini : Aphrodite
- Mimi Félixine : Mégara et Calliope
- Joëlle Brover : Thalia
- Assitan Dembélé : Thalia (chant)
- Marc Alfos : Chipacles/Œil-de-Lynx, le roi Salmoneus
- Alexandre Gillet : Stephanopoulos
- Henri Courseaux : Ministre Cléon
- Emmanuel Jacomy : Hippocrate
- Charles Pestel : Le marionnettiste, Ladon et des garçons
- Michel Modo : Trivia
- Henri Labussière : Nérée
- Saïd Amadis : une tête d’Orthos
- Philippe Dumat : Lynceus
- Paul Borne : Typhon et Jalousie
- Serge Faliu : Terreur
- Fabrice Josso : Peur
- Michel Mella : Hérodote et Bacchus (chant)
- Laurent Morteau : Bodybuildes et Bacchus
- Christian Pélissier : Argos et Ephialtes
- Alain Flick : Cupidon
- Stefan Godin : les loups ailés d’Hécate
- Jean-Jacques Nervest : Merv Griffin
- Patrick Floersheim : Jason
- Philippe Peythieu : Tiphys
- Marc Perez : la hyène et Rémus
- Yann Le Madic : Géryon tête centrale
- Yoann Sover : Géryon tête gauche
- Jean-Loup Horwitz : le Roi Midas
- Christophe Lemoine : Triton
- Jérôme Pauwels : Loki
- Gérard Rinaldi : Odin
- Michel Ruhl : le Roi Arismap
- Véronique Augereau : Thespis
- Marion Game : Demeter
- Jean-Claude Donda : Bellérophon et un citoyen
- Sophie Arthuys : Alexandre
- Régine Teyssot : Brutus
- Daniel Beretta : Crésus et Lastrigon
- Gérard Hernandez : Homère
- Valérie Siclay : Andromède
- François Siener : Briaré
- Jacques Ciron : père d'Adonis
- Jean-Claude Sachot : Poséïdon
- Perrette Pradier : Atropos, Gaïa
- Guillaume Lebon : Aladdin
- Féodor Atkine : Jafar
- Valérie Karsenti : Jasmine
- Claude Giraud : Antaeus
- Bernard Bollet : Ulysse
- Fabrice Trojani : Télémaque
- Mark Lesser : le jeune livreur
- Éric Legrand : Thésée

Direction artistique : Perrette Pradier, Roland Timsit, Claire Guyot .
 Source et légende : version française (VF) sur RS Doublage

## Liste des épisodes
1. Hercule et la première rentrée
2. Hercule et la mission Apollon
3. Hercule et le Roi de Thessalie
4. Hercule entre Sparte et Athènes
5. Hercule et Périclès
6. Hercule et le baiser
7. Hercule et le Styx
8. Hercule et les Centaures
9. Hercule et Hippocrate
10. Hercule et la piscine de l'oubli
11. Hercule et les pommes d'or des Hespérides (Disponible en DVD Les Héros Disney, Vol.1)
12. Hercule et la tapisserie du destin
13. Hercule et le talon d'Achille
14. Hercule et le titan englouti (Disponible en DVD Les Héros Disney, Vol.1)
15. Hercule et la chouette du savoir
16. Hercule et la ceinture sacrée
17. Hercule et Bacchus
18. Hadès déboulonne
19. Hercule et Cupidon
20. Hercule et les géants
21. Hercule et les héros kidnappés
22. Hercule et la toison d'or
23. Hercule et le masque
24. Hercule et Phil, le héros
25. Hercule et ses insomnies
26. Hercule et Circé
27. Hercule seul contre Troie
28. Hercule et Galatée
29. Hercule et l'esprit sportif
30. Hercule et l'inconstance féminine
31. Hercule et la constellation d'Orion
32. Hercule et Midas
33. Hercule et le minotaure
34. Hercule et le fils de Poséidon
35. Hercule et Thor
36. Hercule et les vieux de la vieille
37. Hercule et Philoctète
38. Hercule et Pégase
39. Hercule et l'Atlantide
40. Hercule et l'épidémie de Catastrophia
41. Hercule et le chanteur Orphée
42. Hercule et les Spartiates
43. Hercule et Électre
44. Hercule et Morphée
45. Hercule et Aladdin
46. Hercule et les Romains
47. Hercule et l'Odyssée
48. Hercule et Thésée
49. Hercule et la source de Canathos
50. Hercule et le grand show
51. Hercule et la querelle des dieux
52. Hercule et les foudres de Zeus
53. Hercule et le code de la route
54. Deux papas pour un héros
55. Hercule et Prométhée
56. Hercule et le héros d'Athènes
57. Hercule et Artémis
58. Hercule et son poème
59. Hercule et la coupe de Poséidon
60. Hercule et Therpsichore
61. Hercule et le nœud gordien
62. Hercule et la Gorgone
63. Hercule et les malheurs d'Icare
64. Hercule et l'amphore étolienne
65. Hercule et son passé